# Copa Sudamericana 2012
Navigation
Édition précédente Édition suivante
La Copa Sudamericana 2012 aussi appelée Copa Bridgestone Sudamericana 2012 est la 11e édition de la seconde compétition interclubs organisée par la CONMEBOL. Le vainqueur se qualifie pour la Copa Libertadores 2013, la Recopa Sudamericana 2013 et pour la Coupe Suruga Bank 2013. Le tirage au sort a lieu le vendredi 29 juin 2012 à 12 h (heure locale) au Centre de convention de la CSF d'Asuncion, Paraguay.
C'est le club brésilien du São Paulo Futebol Clube qui remporte la compétition après avoir battu les Argentins du Club Atlético Tigre en finale. S'il s'agit là de la première finale continentale disputée par le CA Tigre, c'est en revanche le douzième titre international pour la formation de son gardien et capitaine emblématique, Rogério Ceni. Contrairement aux années précédentes, le titre de meilleur buteur est partagé entre cinq joueurs qui ne parviennent pas à dépasser le total de cinq réalisations.

## Clubs engagés
Les critères de qualification pour la compétition sont les mêmes que ceux utilisés lors de l'édition précédente. Le nombre de participants est une nouvelle fois en hausse puisque chacune des fédérations membre de la CONMEBOL engage désormais quatre équipes, à l'exception du Brésil et de l'Argentine, qui continuent à aligner respectivement huit et six formations. Le tenant du titre est automatiquement qualifié pour les huitièmes de finale. 
| Phase finale | Phase finale | Phase finale | Phase finale | Phase finale | Phase finale | Phase finale | Phase finale | Phase finale | Phase finale | Phase finale | Phase finale | Phase finale | Phase finale | Phase finale | Phase finale |
| --- | --- | --- | --- | --- | --- | --- | --- | --- | --- | --- | --- | --- | --- | --- | --- |
| - Universidad de Chile - Tenant du titre | | | | | | | | | | | | | | | |
| Deuxième tour | | | | | | | | | | | | | | | |
| - CA Independiente - 5e du classement cumulé 2011 - Racing Club de Avellaneda - 6e du classement cumulé 2011 - Club Atlético Tigre - 7e du classement cumulé 2011 - Argentinos Juniors - 8e du classement cumulé 2011 - Club Atlético Colón - 9e du classement cumulé 2011 - Club Atlético Boca Juniors - Vainqueur de la Copa Argentina - São Paulo Futebol Clube - 6e du championnat du Brésil 2011 | - CA Independiente - 5e du classement cumulé 2011 - Racing Club de Avellaneda - 6e du classement cumulé 2011 - Club Atlético Tigre - 7e du classement cumulé 2011 - Argentinos Juniors - 8e du classement cumulé 2011 - Club Atlético Colón - 9e du classement cumulé 2011 - Club Atlético Boca Juniors - Vainqueur de la Copa Argentina - São Paulo Futebol Clube - 6e du championnat du Brésil 2011 | - CA Independiente - 5e du classement cumulé 2011 - Racing Club de Avellaneda - 6e du classement cumulé 2011 - Club Atlético Tigre - 7e du classement cumulé 2011 - Argentinos Juniors - 8e du classement cumulé 2011 - Club Atlético Colón - 9e du classement cumulé 2011 - Club Atlético Boca Juniors - Vainqueur de la Copa Argentina - São Paulo Futebol Clube - 6e du championnat du Brésil 2011 | - CA Independiente - 5e du classement cumulé 2011 - Racing Club de Avellaneda - 6e du classement cumulé 2011 - Club Atlético Tigre - 7e du classement cumulé 2011 - Argentinos Juniors - 8e du classement cumulé 2011 - Club Atlético Colón - 9e du classement cumulé 2011 - Club Atlético Boca Juniors - Vainqueur de la Copa Argentina - São Paulo Futebol Clube - 6e du championnat du Brésil 2011 | - CA Independiente - 5e du classement cumulé 2011 - Racing Club de Avellaneda - 6e du classement cumulé 2011 - Club Atlético Tigre - 7e du classement cumulé 2011 - Argentinos Juniors - 8e du classement cumulé 2011 - Club Atlético Colón - 9e du classement cumulé 2011 - Club Atlético Boca Juniors - Vainqueur de la Copa Argentina - São Paulo Futebol Clube - 6e du championnat du Brésil 2011 | - CA Independiente - 5e du classement cumulé 2011 - Racing Club de Avellaneda - 6e du classement cumulé 2011 - Club Atlético Tigre - 7e du classement cumulé 2011 - Argentinos Juniors - 8e du classement cumulé 2011 - Club Atlético Colón - 9e du classement cumulé 2011 - Club Atlético Boca Juniors - Vainqueur de la Copa Argentina - São Paulo Futebol Clube - 6e du championnat du Brésil 2011 | - CA Independiente - 5e du classement cumulé 2011 - Racing Club de Avellaneda - 6e du classement cumulé 2011 - Club Atlético Tigre - 7e du classement cumulé 2011 - Argentinos Juniors - 8e du classement cumulé 2011 - Club Atlético Colón - 9e du classement cumulé 2011 - Club Atlético Boca Juniors - Vainqueur de la Copa Argentina - São Paulo Futebol Clube - 6e du championnat du Brésil 2011 | - CA Independiente - 5e du classement cumulé 2011 - Racing Club de Avellaneda - 6e du classement cumulé 2011 - Club Atlético Tigre - 7e du classement cumulé 2011 - Argentinos Juniors - 8e du classement cumulé 2011 - Club Atlético Colón - 9e du classement cumulé 2011 - Club Atlético Boca Juniors - Vainqueur de la Copa Argentina - São Paulo Futebol Clube - 6e du championnat du Brésil 2011 | - Figueirense Futebol Clube - 7e du championnat du Brésil 2011 - Coritiba Foot Ball Club - 8e du championnat du Brésil 2011 - Botafogo FR - 9e du championnat du Brésil 2011 - Sociedade Esportiva Palmeiras - 11e du championnat du Brésil 2011 - Grêmio Porto Alegre - 12e du championnat du Brésil 2011 - Atlético Clube Goianiense - 13e du championnat du Brésil 2011 - Esporte Clube Bahia - 14e du championnat du Brésil 2011 | - Figueirense Futebol Clube - 7e du championnat du Brésil 2011 - Coritiba Foot Ball Club - 8e du championnat du Brésil 2011 - Botafogo FR - 9e du championnat du Brésil 2011 - Sociedade Esportiva Palmeiras - 11e du championnat du Brésil 2011 - Grêmio Porto Alegre - 12e du championnat du Brésil 2011 - Atlético Clube Goianiense - 13e du championnat du Brésil 2011 - Esporte Clube Bahia - 14e du championnat du Brésil 2011 | - Figueirense Futebol Clube - 7e du championnat du Brésil 2011 - Coritiba Foot Ball Club - 8e du championnat du Brésil 2011 - Botafogo FR - 9e du championnat du Brésil 2011 - Sociedade Esportiva Palmeiras - 11e du championnat du Brésil 2011 - Grêmio Porto Alegre - 12e du championnat du Brésil 2011 - Atlético Clube Goianiense - 13e du championnat du Brésil 2011 - Esporte Clube Bahia - 14e du championnat du Brésil 2011 | - Figueirense Futebol Clube - 7e du championnat du Brésil 2011 - Coritiba Foot Ball Club - 8e du championnat du Brésil 2011 - Botafogo FR - 9e du championnat du Brésil 2011 - Sociedade Esportiva Palmeiras - 11e du championnat du Brésil 2011 - Grêmio Porto Alegre - 12e du championnat du Brésil 2011 - Atlético Clube Goianiense - 13e du championnat du Brésil 2011 - Esporte Clube Bahia - 14e du championnat du Brésil 2011 | - Figueirense Futebol Clube - 7e du championnat du Brésil 2011 - Coritiba Foot Ball Club - 8e du championnat du Brésil 2011 - Botafogo FR - 9e du championnat du Brésil 2011 - Sociedade Esportiva Palmeiras - 11e du championnat du Brésil 2011 - Grêmio Porto Alegre - 12e du championnat du Brésil 2011 - Atlético Clube Goianiense - 13e du championnat du Brésil 2011 - Esporte Clube Bahia - 14e du championnat du Brésil 2011 | - Figueirense Futebol Clube - 7e du championnat du Brésil 2011 - Coritiba Foot Ball Club - 8e du championnat du Brésil 2011 - Botafogo FR - 9e du championnat du Brésil 2011 - Sociedade Esportiva Palmeiras - 11e du championnat du Brésil 2011 - Grêmio Porto Alegre - 12e du championnat du Brésil 2011 - Atlético Clube Goianiense - 13e du championnat du Brésil 2011 - Esporte Clube Bahia - 14e du championnat du Brésil 2011 | - Figueirense Futebol Clube - 7e du championnat du Brésil 2011 - Coritiba Foot Ball Club - 8e du championnat du Brésil 2011 - Botafogo FR - 9e du championnat du Brésil 2011 - Sociedade Esportiva Palmeiras - 11e du championnat du Brésil 2011 - Grêmio Porto Alegre - 12e du championnat du Brésil 2011 - Atlético Clube Goianiense - 13e du championnat du Brésil 2011 - Esporte Clube Bahia - 14e du championnat du Brésil 2011 | - Figueirense Futebol Clube - 7e du championnat du Brésil 2011 - Coritiba Foot Ball Club - 8e du championnat du Brésil 2011 - Botafogo FR - 9e du championnat du Brésil 2011 - Sociedade Esportiva Palmeiras - 11e du championnat du Brésil 2011 - Grêmio Porto Alegre - 12e du championnat du Brésil 2011 - Atlético Clube Goianiense - 13e du championnat du Brésil 2011 - Esporte Clube Bahia - 14e du championnat du Brésil 2011 |
| Premier tour | | | | | | | | | | | | | | | |
| - Oriente Petrolero - 3e du Tournoi Adecuacion 2011 - Universitario de Sucre - Finaliste du Tournoi Ouverture 2011 - Club Aurora - 3e du Tournoi Ouverture 2011 - Club Blooming - 5e du Tournoi Clôture 2012 - Universidad Católica - Vainqueur de la Copa Chile 2011 - Club de Deportes Cobreloa - 2e du Tournoi Clôture 2011 - Club Deportivo O'Higgins - 2e du Tournoi d'Ouverture 2012 - Deportes Iquique - 3e du Tournoi d'Ouverture 2012 - Millonarios Fútbol Club - Vainqueur de la Copa Colombia 2011 - Envigado FC - 3e du classement cumulé 2011 - Deportes Tolima - 5e du classement cumulé 2011 - CD La Equidad - 7e du classement cumulé 2011 - Sociedad Deportivo Quito - Vainqueur du Tournoi de clôture 2011 - Barcelona Sporting Club - Vainqueur du Tournoi d'ouverture 2012 - LDU Loja - 2e du Tournoi d'ouverture 2012 - Club Sport Emelec - 3e du Tournoi d'ouverture 2012 | - Oriente Petrolero - 3e du Tournoi Adecuacion 2011 - Universitario de Sucre - Finaliste du Tournoi Ouverture 2011 - Club Aurora - 3e du Tournoi Ouverture 2011 - Club Blooming - 5e du Tournoi Clôture 2012 - Universidad Católica - Vainqueur de la Copa Chile 2011 - Club de Deportes Cobreloa - 2e du Tournoi Clôture 2011 - Club Deportivo O'Higgins - 2e du Tournoi d'Ouverture 2012 - Deportes Iquique - 3e du Tournoi d'Ouverture 2012 - Millonarios Fútbol Club - Vainqueur de la Copa Colombia 2011 - Envigado FC - 3e du classement cumulé 2011 - Deportes Tolima - 5e du classement cumulé 2011 - CD La Equidad - 7e du classement cumulé 2011 - Sociedad Deportivo Quito - Vainqueur du Tournoi de clôture 2011 - Barcelona Sporting Club - Vainqueur du Tournoi d'ouverture 2012 - LDU Loja - 2e du Tournoi d'ouverture 2012 - Club Sport Emelec - 3e du Tournoi d'ouverture 2012 | - Oriente Petrolero - 3e du Tournoi Adecuacion 2011 - Universitario de Sucre - Finaliste du Tournoi Ouverture 2011 - Club Aurora - 3e du Tournoi Ouverture 2011 - Club Blooming - 5e du Tournoi Clôture 2012 - Universidad Católica - Vainqueur de la Copa Chile 2011 - Club de Deportes Cobreloa - 2e du Tournoi Clôture 2011 - Club Deportivo O'Higgins - 2e du Tournoi d'Ouverture 2012 - Deportes Iquique - 3e du Tournoi d'Ouverture 2012 - Millonarios Fútbol Club - Vainqueur de la Copa Colombia 2011 - Envigado FC - 3e du classement cumulé 2011 - Deportes Tolima - 5e du classement cumulé 2011 - CD La Equidad - 7e du classement cumulé 2011 - Sociedad Deportivo Quito - Vainqueur du Tournoi de clôture 2011 - Barcelona Sporting Club - Vainqueur du Tournoi d'ouverture 2012 - LDU Loja - 2e du Tournoi d'ouverture 2012 - Club Sport Emelec - 3e du Tournoi d'ouverture 2012 | - Oriente Petrolero - 3e du Tournoi Adecuacion 2011 - Universitario de Sucre - Finaliste du Tournoi Ouverture 2011 - Club Aurora - 3e du Tournoi Ouverture 2011 - Club Blooming - 5e du Tournoi Clôture 2012 - Universidad Católica - Vainqueur de la Copa Chile 2011 - Club de Deportes Cobreloa - 2e du Tournoi Clôture 2011 - Club Deportivo O'Higgins - 2e du Tournoi d'Ouverture 2012 - Deportes Iquique - 3e du Tournoi d'Ouverture 2012 - Millonarios Fútbol Club - Vainqueur de la Copa Colombia 2011 - Envigado FC - 3e du classement cumulé 2011 - Deportes Tolima - 5e du classement cumulé 2011 - CD La Equidad - 7e du classement cumulé 2011 - Sociedad Deportivo Quito - Vainqueur du Tournoi de clôture 2011 - Barcelona Sporting Club - Vainqueur du Tournoi d'ouverture 2012 - LDU Loja - 2e du Tournoi d'ouverture 2012 - Club Sport Emelec - 3e du Tournoi d'ouverture 2012 | - Oriente Petrolero - 3e du Tournoi Adecuacion 2011 - Universitario de Sucre - Finaliste du Tournoi Ouverture 2011 - Club Aurora - 3e du Tournoi Ouverture 2011 - Club Blooming - 5e du Tournoi Clôture 2012 - Universidad Católica - Vainqueur de la Copa Chile 2011 - Club de Deportes Cobreloa - 2e du Tournoi Clôture 2011 - Club Deportivo O'Higgins - 2e du Tournoi d'Ouverture 2012 - Deportes Iquique - 3e du Tournoi d'Ouverture 2012 - Millonarios Fútbol Club - Vainqueur de la Copa Colombia 2011 - Envigado FC - 3e du classement cumulé 2011 - Deportes Tolima - 5e du classement cumulé 2011 - CD La Equidad - 7e du classement cumulé 2011 - Sociedad Deportivo Quito - Vainqueur du Tournoi de clôture 2011 - Barcelona Sporting Club - Vainqueur du Tournoi d'ouverture 2012 - LDU Loja - 2e du Tournoi d'ouverture 2012 - Club Sport Emelec - 3e du Tournoi d'ouverture 2012 | - Oriente Petrolero - 3e du Tournoi Adecuacion 2011 - Universitario de Sucre - Finaliste du Tournoi Ouverture 2011 - Club Aurora - 3e du Tournoi Ouverture 2011 - Club Blooming - 5e du Tournoi Clôture 2012 - Universidad Católica - Vainqueur de la Copa Chile 2011 - Club de Deportes Cobreloa - 2e du Tournoi Clôture 2011 - Club Deportivo O'Higgins - 2e du Tournoi d'Ouverture 2012 - Deportes Iquique - 3e du Tournoi d'Ouverture 2012 - Millonarios Fútbol Club - Vainqueur de la Copa Colombia 2011 - Envigado FC - 3e du classement cumulé 2011 - Deportes Tolima - 5e du classement cumulé 2011 - CD La Equidad - 7e du classement cumulé 2011 - Sociedad Deportivo Quito - Vainqueur du Tournoi de clôture 2011 - Barcelona Sporting Club - Vainqueur du Tournoi d'ouverture 2012 - LDU Loja - 2e du Tournoi d'ouverture 2012 - Club Sport Emelec - 3e du Tournoi d'ouverture 2012 | - Oriente Petrolero - 3e du Tournoi Adecuacion 2011 - Universitario de Sucre - Finaliste du Tournoi Ouverture 2011 - Club Aurora - 3e du Tournoi Ouverture 2011 - Club Blooming - 5e du Tournoi Clôture 2012 - Universidad Católica - Vainqueur de la Copa Chile 2011 - Club de Deportes Cobreloa - 2e du Tournoi Clôture 2011 - Club Deportivo O'Higgins - 2e du Tournoi d'Ouverture 2012 - Deportes Iquique - 3e du Tournoi d'Ouverture 2012 - Millonarios Fútbol Club - Vainqueur de la Copa Colombia 2011 - Envigado FC - 3e du classement cumulé 2011 - Deportes Tolima - 5e du classement cumulé 2011 - CD La Equidad - 7e du classement cumulé 2011 - Sociedad Deportivo Quito - Vainqueur du Tournoi de clôture 2011 - Barcelona Sporting Club - Vainqueur du Tournoi d'ouverture 2012 - LDU Loja - 2e du Tournoi d'ouverture 2012 - Club Sport Emelec - 3e du Tournoi d'ouverture 2012 | - Oriente Petrolero - 3e du Tournoi Adecuacion 2011 - Universitario de Sucre - Finaliste du Tournoi Ouverture 2011 - Club Aurora - 3e du Tournoi Ouverture 2011 - Club Blooming - 5e du Tournoi Clôture 2012 - Universidad Católica - Vainqueur de la Copa Chile 2011 - Club de Deportes Cobreloa - 2e du Tournoi Clôture 2011 - Club Deportivo O'Higgins - 2e du Tournoi d'Ouverture 2012 - Deportes Iquique - 3e du Tournoi d'Ouverture 2012 - Millonarios Fútbol Club - Vainqueur de la Copa Colombia 2011 - Envigado FC - 3e du classement cumulé 2011 - Deportes Tolima - 5e du classement cumulé 2011 - CD La Equidad - 7e du classement cumulé 2011 - Sociedad Deportivo Quito - Vainqueur du Tournoi de clôture 2011 - Barcelona Sporting Club - Vainqueur du Tournoi d'ouverture 2012 - LDU Loja - 2e du Tournoi d'ouverture 2012 - Club Sport Emelec - 3e du Tournoi d'ouverture 2012 | - Club Olimpia - 1er du classement cumulé 2011 - Cerro Porteño - 4e du classement cumulé 2011 - Tacuary FC - 5e du classement cumulé 2011 - Club Guaraní - 6e du classement cumulé 2011 - Universidad San Martin de Porres - 4e du championnat du Pérou 2011 - CSD León de Huánuco - 5e du championnat du Pérou 2011 - Unión Comercio - 6e du championnat du Pérou 2011 - Inti Gas - 7e du championnat du Pérou 2011 - Club Nacional de Football - 1er du classement cumulé 2011-2012 - Cerro Largo FC - 2e du classement cumulé 2011-2012 - Liverpool Fútbol Club - 3e du classement cumulé 2011-2012 - Danubio Fútbol Club - 4e du classement cumulé 2011-2012 - Mineros de Guayana - Vainqueur de la Copa Venezuela 2011 - Club Deportivo Lara - 1er du classement cumulé 2011-2012 - Monagas SC - Vainqueur des barrages pré-Sudamericana - Deportivo Táchira FC - Vainqueur des barrages pré-Sudamericana | - Club Olimpia - 1er du classement cumulé 2011 - Cerro Porteño - 4e du classement cumulé 2011 - Tacuary FC - 5e du classement cumulé 2011 - Club Guaraní - 6e du classement cumulé 2011 - Universidad San Martin de Porres - 4e du championnat du Pérou 2011 - CSD León de Huánuco - 5e du championnat du Pérou 2011 - Unión Comercio - 6e du championnat du Pérou 2011 - Inti Gas - 7e du championnat du Pérou 2011 - Club Nacional de Football - 1er du classement cumulé 2011-2012 - Cerro Largo FC - 2e du classement cumulé 2011-2012 - Liverpool Fútbol Club - 3e du classement cumulé 2011-2012 - Danubio Fútbol Club - 4e du classement cumulé 2011-2012 - Mineros de Guayana - Vainqueur de la Copa Venezuela 2011 - Club Deportivo Lara - 1er du classement cumulé 2011-2012 - Monagas SC - Vainqueur des barrages pré-Sudamericana - Deportivo Táchira FC - Vainqueur des barrages pré-Sudamericana | - Club Olimpia - 1er du classement cumulé 2011 - Cerro Porteño - 4e du classement cumulé 2011 - Tacuary FC - 5e du classement cumulé 2011 - Club Guaraní - 6e du classement cumulé 2011 - Universidad San Martin de Porres - 4e du championnat du Pérou 2011 - CSD León de Huánuco - 5e du championnat du Pérou 2011 - Unión Comercio - 6e du championnat du Pérou 2011 - Inti Gas - 7e du championnat du Pérou 2011 - Club Nacional de Football - 1er du classement cumulé 2011-2012 - Cerro Largo FC - 2e du classement cumulé 2011-2012 - Liverpool Fútbol Club - 3e du classement cumulé 2011-2012 - Danubio Fútbol Club - 4e du classement cumulé 2011-2012 - Mineros de Guayana - Vainqueur de la Copa Venezuela 2011 - Club Deportivo Lara - 1er du classement cumulé 2011-2012 - Monagas SC - Vainqueur des barrages pré-Sudamericana - Deportivo Táchira FC - Vainqueur des barrages pré-Sudamericana | - Club Olimpia - 1er du classement cumulé 2011 - Cerro Porteño - 4e du classement cumulé 2011 - Tacuary FC - 5e du classement cumulé 2011 - Club Guaraní - 6e du classement cumulé 2011 - Universidad San Martin de Porres - 4e du championnat du Pérou 2011 - CSD León de Huánuco - 5e du championnat du Pérou 2011 - Unión Comercio - 6e du championnat du Pérou 2011 - Inti Gas - 7e du championnat du Pérou 2011 - Club Nacional de Football - 1er du classement cumulé 2011-2012 - Cerro Largo FC - 2e du classement cumulé 2011-2012 - Liverpool Fútbol Club - 3e du classement cumulé 2011-2012 - Danubio Fútbol Club - 4e du classement cumulé 2011-2012 - Mineros de Guayana - Vainqueur de la Copa Venezuela 2011 - Club Deportivo Lara - 1er du classement cumulé 2011-2012 - Monagas SC - Vainqueur des barrages pré-Sudamericana - Deportivo Táchira FC - Vainqueur des barrages pré-Sudamericana | - Club Olimpia - 1er du classement cumulé 2011 - Cerro Porteño - 4e du classement cumulé 2011 - Tacuary FC - 5e du classement cumulé 2011 - Club Guaraní - 6e du classement cumulé 2011 - Universidad San Martin de Porres - 4e du championnat du Pérou 2011 - CSD León de Huánuco - 5e du championnat du Pérou 2011 - Unión Comercio - 6e du championnat du Pérou 2011 - Inti Gas - 7e du championnat du Pérou 2011 - Club Nacional de Football - 1er du classement cumulé 2011-2012 - Cerro Largo FC - 2e du classement cumulé 2011-2012 - Liverpool Fútbol Club - 3e du classement cumulé 2011-2012 - Danubio Fútbol Club - 4e du classement cumulé 2011-2012 - Mineros de Guayana - Vainqueur de la Copa Venezuela 2011 - Club Deportivo Lara - 1er du classement cumulé 2011-2012 - Monagas SC - Vainqueur des barrages pré-Sudamericana - Deportivo Táchira FC - Vainqueur des barrages pré-Sudamericana | - Club Olimpia - 1er du classement cumulé 2011 - Cerro Porteño - 4e du classement cumulé 2011 - Tacuary FC - 5e du classement cumulé 2011 - Club Guaraní - 6e du classement cumulé 2011 - Universidad San Martin de Porres - 4e du championnat du Pérou 2011 - CSD León de Huánuco - 5e du championnat du Pérou 2011 - Unión Comercio - 6e du championnat du Pérou 2011 - Inti Gas - 7e du championnat du Pérou 2011 - Club Nacional de Football - 1er du classement cumulé 2011-2012 - Cerro Largo FC - 2e du classement cumulé 2011-2012 - Liverpool Fútbol Club - 3e du classement cumulé 2011-2012 - Danubio Fútbol Club - 4e du classement cumulé 2011-2012 - Mineros de Guayana - Vainqueur de la Copa Venezuela 2011 - Club Deportivo Lara - 1er du classement cumulé 2011-2012 - Monagas SC - Vainqueur des barrages pré-Sudamericana - Deportivo Táchira FC - Vainqueur des barrages pré-Sudamericana | - Club Olimpia - 1er du classement cumulé 2011 - Cerro Porteño - 4e du classement cumulé 2011 - Tacuary FC - 5e du classement cumulé 2011 - Club Guaraní - 6e du classement cumulé 2011 - Universidad San Martin de Porres - 4e du championnat du Pérou 2011 - CSD León de Huánuco - 5e du championnat du Pérou 2011 - Unión Comercio - 6e du championnat du Pérou 2011 - Inti Gas - 7e du championnat du Pérou 2011 - Club Nacional de Football - 1er du classement cumulé 2011-2012 - Cerro Largo FC - 2e du classement cumulé 2011-2012 - Liverpool Fútbol Club - 3e du classement cumulé 2011-2012 - Danubio Fútbol Club - 4e du classement cumulé 2011-2012 - Mineros de Guayana - Vainqueur de la Copa Venezuela 2011 - Club Deportivo Lara - 1er du classement cumulé 2011-2012 - Monagas SC - Vainqueur des barrages pré-Sudamericana - Deportivo Táchira FC - Vainqueur des barrages pré-Sudamericana | - Club Olimpia - 1er du classement cumulé 2011 - Cerro Porteño - 4e du classement cumulé 2011 - Tacuary FC - 5e du classement cumulé 2011 - Club Guaraní - 6e du classement cumulé 2011 - Universidad San Martin de Porres - 4e du championnat du Pérou 2011 - CSD León de Huánuco - 5e du championnat du Pérou 2011 - Unión Comercio - 6e du championnat du Pérou 2011 - Inti Gas - 7e du championnat du Pérou 2011 - Club Nacional de Football - 1er du classement cumulé 2011-2012 - Cerro Largo FC - 2e du classement cumulé 2011-2012 - Liverpool Fútbol Club - 3e du classement cumulé 2011-2012 - Danubio Fútbol Club - 4e du classement cumulé 2011-2012 - Mineros de Guayana - Vainqueur de la Copa Venezuela 2011 - Club Deportivo Lara - 1er du classement cumulé 2011-2012 - Monagas SC - Vainqueur des barrages pré-Sudamericana - Deportivo Táchira FC - Vainqueur des barrages pré-Sudamericana |

## Compétition

### Premier tour
Lors de celui-ci, les clubs issus des fédérations autre que le Brésil et l'Argentine disputent un premier match aller-retour contre un club d'un pays de leur zone. 
| Équipe 1             | Résultat | Équipe 2                | Aller | Retour |
| -------------------- | -------- | ----------------------- | ----- | ------ |
| Inti Gas             | 0 – 3    | Millonarios Fútbol Club | 0 - 0 | 0 - 3  |
| Club Sport Emelec    | 2 – 1    | Universidad San Martín  | 1 - 0 | 1 - 1  |
| CD La Equidad        | 1 – 3    | Mineros de Guayana      | 0 - 1 | 1 - 2  |
| Deportivo Táchira FC | 1 – 5    | Barcelona Sporting Club | 0 - 0 | 1 - 5  |
| Deportes Tolima      | 3 – 1    | Club Deportivo Lara     | 3 - 1 | 0 - 0  |
| Deportivo Quito      | 4 - 2    | CSD León de Huánuco     | 1 - 0 | 3 - 2  |
| Unión Comercio       | 0 – 2    | Envigado FC             | 0 - 0 | 0 - 2  |
| Monagas SC           | 2 – 4    | LDU Loja                | 0 - 2 | 2 - 4  |

| Équipe 1                 | Résultat | Équipe 2                  | Aller | Retour |
| ------------------------ | -------- | ------------------------- | ----- | ------ |
| Danubio Fútbol Club      | 1 – 2    | Club Olimpia              | 0 - 0 | 1 - 2  |
| Deportes Iquique         | 2 – 4    | Club Nacional de Football | 2 - 0 | 0 - 4  |
| Club Blooming            | 1 – 4    | Universidad Católica      | 1 - 1 | 0 - 3  |
| Club Guaraní             | 2 – 2    | Oriente Petrolero         | 0 - 1 | 2 - 1  |
| Liverpool Fútbol Club    | 5 – 1    | Universitario de Sucre    | 3 - 0 | 2 - 1  |
| Club Aurora              | 2 – 1    | Cerro Largo FC            | 2 - 1 | 0 - 0  |
| Tacuary FC               | 2 – 3    | Cobreloa                  | 0 - 1 | 2 - 2  |
| Club Deportivo O'Higgins | 3 – 4    | Cerro Porteño             | 3 - 3 | 0 - 4  |

### Deuxième tour
Lors du deuxième tour, les clubs argentins et brésiliens entrent en compétition et s'affrontent entre clubs du même pays. Les qualifiés issus de la première phase s'affrontent à nouveau, un club de la zone Nord rencontrant obligatoirement un club de la zone Sud.
| Équipe 1                  | Résultat      | Équipe 2                  | Aller | Retour |
| ------------------------- | ------------- | ------------------------- | ----- | ------ |
| Club Guaraní              | 3 - 5         | Millonarios Fútbol Club   | 2 - 4 | 1 - 1  |
| Esporte Clube Bahia       | 0 - 4         | São Paulo Futebol Clube   | 0 - 2 | 0 - 2  |
| Envigado FC               | 1 - 2         | Liverpool Fútbol Club     | 1 - 1 | 0 - 1  |
| Argentinos Juniors        | 2 - 6         | Club Atlético Tigre       | 1 - 2 | 1 - 4  |
| Mineros de Guayana        | 2 - 6         | Cerro Porteño             | 2 - 2 | 0 - 4  |
| Atlético Clube Goianiense | 2 - 2 4-2 tab | Figueirense Futebol Clube | 1 - 1 | 1 - 1  |
| Club Olimpia              | 0 - 1         | Club Sport Emelec         | 0 - 1 | 0 - 0  |
| Grêmio Porto Alegre       | 3e - 3        | Coritiba                  | 1 - 0 | 2 - 3  |
| Club de Deportes Cobreloa | 3 - 4         | Barcelona Sporting Club   | 0 - 0 | 3 - 4  |
| Universidad Católica      | 3e - 3        | Deportes Tolima           | 2 - 0 | 1 - 3  |
| Club Atlético Colón       | 5 - 2         | Racing Club de Avellaneda | 3 - 1 | 2 - 1  |
| Sociedad Deportivo Quito  | 5 - 2         | Club Aurora               | 2 - 1 | 3 - 1  |
| CA Boca Juniors           | 3 - 3e        | CA Independiente          | 3 - 3 | 0 - 0  |
| LDU Loja                  | 2e - 2        | Club Nacional de Football | 0 - 1 | 2 - 1  |
| Palmeiras                 | 3e - 3        | Botafogo FR               | 2 - 0 | 1 - 3  |

### Huitièmes de finale
Les quinze clubs qualifiés du deuxième tour ainsi que le tenant du titre, Universidad de Chile, se retrouvent en phase finale, disputée sous la forme de matchs aller-retour à élimination directe.
| Équipe 1                      | Résultat | Équipe 2                  | Aller | Retour |
| ----------------------------- | -------- | ------------------------- | ----- | ------ |
| Sociedade Esportiva Palmeiras | 3 - 4    | Millonarios Fútbol Club   | 3 - 1 | 0 - 3  |
| Barcelona Sporting Club       | 1 - 3    | Grêmio Porto Alegre       | 0 - 1 | 1 - 2  |
| Sociedad Deportivo Quito      | 2 - 4    | CA Tigre                  | 2 - 0 | 0 - 4  |
| Club Atlético Colón           | 2 - 4    | Cerro Porteño             | 1 - 2 | 1 - 2  |
| LDU Loja                      | 1 - 1e   | São Paulo Futebol Clube   | 1 - 1 | 0 - 0  |
| 'Universidad de Chile'T       | 3 - 2    | Club Sport Emelec         | 2 - 2 | 1 - 0  |
| CA Independiente              | 4 - 2    | Liverpool Fútbol Club     | 2 - 1 | 2 - 1  |
| Universidad Católica          | 3e - 3   | Atlético Clube Goianiense | 2 - 0 | 1 - 3  |

### Quarts de finale
| Équipe 1              | Résultat | Équipe 2                | Aller | Retour |
| --------------------- | -------- | ----------------------- | ----- | ------ |
| Grêmio Porto Alegre   | 2 - 3    | Millonarios Fútbol Club | 1 - 0 | 1 - 3  |
| Cerro Porteño         | 3 - 4    | CA Tigre                | 1 - 0 | 2 - 4  |
| Universidad de ChileT | 0 - 7    | São Paulo Futebol Clube | 0 - 2 | 0 - 5  |
| CA Independiente      | 3 - 4    | Universidad Católica    | 2 - 2 | 1 - 2  |

### Demi-finales
| Équipe 1                | Résultat | Équipe 2                | Aller | Retour |
| ----------------------- | -------- | ----------------------- | ----- | ------ |
| Club Atlético Tigre     | 1e - 1   | Millonarios Fútbol Club | 0 - 0 | 1 - 1  |
| CD Universidad Católica | 1 - 1e   | São Paulo Futebol Clube | 1 - 1 | 0 - 0  |

### Finale
| Finale aller          | Club Atlético Tigre | 0 - 0 | São Paulo Futebol Clube | La Bombonera, Buenos Aires |                           |
| 5 décembre 2012 20:50 |                     |       |                         | Arbitrage : Antonio Arias  | Arbitrage : Antonio Arias |
| 5 décembre 2012 20:50 | (Rapport)           |       |                         | Arbitrage : Antonio Arias  | Arbitrage : Antonio Arias |

| Finale retour          | São Paulo Futebol Clube | 2 - 0 | Club Atlético Tigre | Stade Morumbi, São Paulo                       |                                                |
| 12 décembre 2012 21:50 | Moura 22e · Osvaldo 28e |       |                     | Spectateurs : 67 042 Arbitrage : Enrique Osses | Spectateurs : 67 042 Arbitrage : Enrique Osses |
| 12 décembre 2012 21:50 | (Rapport)               |       |                     | Spectateurs : 67 042 Arbitrage : Enrique Osses | Spectateurs : 67 042 Arbitrage : Enrique Osses |

| Vainqueur de la Copa Sudamericana 2012 |
| -------------------------------------- |
| Drapeau du Brésil                      |
| São Paulo Futebol Clube Premier titre  |